# Relais 4 × 400 mètres masculin aux championnats du monde d'athlétisme en salle 2014
Navigation
2012 2016
Le relais 4 × 400 m masculin des Championnats du monde en salle 2014 s'est déroulé les 8 et 9 mars 2014 à l'Ergo Arena de Sopot, en Pologne.

## Résultats

### Finale
| Place              | Pays        | Athlètes                                                                      | Temps         | Note |
| ------------------ | ----------- | ----------------------------------------------------------------------------- | ------------- | ---- |
| Médaille d'or      | États-Unis  | Kyle Clemons, David Verburg, Kind Butler III, Calvin Smith Jr.                | 3 min 02 s 13 | WR   |
| Médaille d'argent  | Royaume-Uni | Conrad Williams, Jamie Bowie, Luke Lennon-Ford, Nigel Levine                  | 3 min 03 s 49 | SB   |
| Médaille de bronze | Jamaïque    | Errol Nolan, Allodin Fothergill, Akheem Gauntlett, Edino Steele               | 3 min 03 s 69 | NR   |
| 4                  | Pologne     | Kacper Kozłowski, Rafał Omelko, Michał Pietrzak, Jakub Krzewina               | 3 min 04 s 39 | SB   |
| 5                  | Russie      | Konstantin Petriashov, Denis Kudryavtsev, Aleksandr Khyutte, Vladimir Krasnov | 3 min 07 s 12 |      |
| 6                  | Ukraine     | Vitaliy Butrym, Yevhen Hutsol, Dmytro Bikulov, Danylo Danylenko               | 3 min 08 s 79 |      |

## Légende
Records et Performances
- AR : Record continental (area record)
- CR : Record des championnats (championship record)
- MR : Record du meeting (meet record)
- NR : Record national (national record)
- OR : Record olympique (olympic record)
- PR : Record paralympique (paralympic record)
- PB : Record personnel (personal best)
- SB : Meilleure performance personnelle de la saison (season's best)
- WL : Meilleure performance mondiale de l'année (world leader)
- WJR : Record du monde junior (world junior record)
- WR : Record du monde (world record)

Circonstances et Conditions
- DNF : N'a pas terminé (did not finish)
- DNS : N'a pas pris le départ (did not start)
- DQ : Disqualification (disqualification)
- NM : Aucun essai valable enregistré (No Mark)
- Q : Qualifié « directement » au prochain tour (ou à la prochaine compétition), lors d'une compétition majeure, grâce au classement ou à la réalisation des minima (automatic qualifier)
- q : Qualifié au prochain tour (ou à la prochaine compétition), lors d'une compétition majeure, grâce au repêchage ou à la réalisation de l'une des meilleures performances parmi celles des « non qualifiés directement » (grâce au meilleur temps ou à la meilleure distance par exemple) (secondary qualifier)